# Louis Myers
Pour les articles homonymes, voir Myers.
Louis Myers est un chanteur, guitariste et harmoniciste de blues américain, né à Byhalia, Mississippi, le 18 septembre 1929, décédé à Chicago le 4 septembre 1994. Avec son groupe The Aces, il est un représentant du style Chicago blues.

## Biographie
Imprégné du Delta blues lorsqu'il arrive à Chicago au début des années 1940, Myers se produit fréquemment dans les house parties et les petits clubs de le ville. Il joue dans un groupe avec son frère Dave Myers à la basse et un jeune Junior Wells à l'harmonica. Ils sont ensuite rejoint par le batteur Fred Below et se font connaître sous le nom de Four Aces, jouant dans un style jump blues mordant.
En 1952, Junior Wells rejoint le groupe de Muddy Waters, tandis que Little Walter fait le chemin inverse en tant que sideman des Aces. Avec un son et un style particulièrement innovants, ils placent Walter sous les feux de la rampe avec des succès tels que Juke. Myers and the Aces (connus aussi sous le nom de Four Aces, Little Walter and the Night Cats ou The Jukes) fait de nombreuses tournées avec Walter, jouant dans des salles telles que l'Apollo Theater, qui présente rarement des artistes de Chicago blues. Il arrive même à Myers de remplacer Walter à l'harmonica lorsque celui-ci est trop occupé. Good Rockin' Charles jous aussi parfois de l'harmonica au sein des Aces.
Tout au long des années 1950 et 1960, Louis Myers commence à jouer régulièrement sous son propre nom. Avec une voix de baryton et une guitare souvent jouée slide, il publie notamment quelques bons morceaux comme Just Whalin' ou Top of the Harp, ainsi que l'album I'm a Southern Man. Il accompagne également d'autres grands noms du blues, tels Otis Rush, Muddy Waters, Bo Diddley, Earl Hooker, Eddie Taylor, Robert Lockwood Jr. et Junior Wells.
Il reforme les Aces dans les années 1970, et ils donnent ensemble des prestations couronnées de succès grâce à un statut de « légendes vivantes », devant une jeune génération de fans de blues, lors de festivals et de concerts à travers le monde.
Myers  est victime d'un accident vasculaire cérébral lors de l'enregistrement de son dernier album Tell My Story Movin' en 1991. Il termine le disque en ne jouant plus que de l'harmonica. Sa santé se détériore ensuite rapidement, mettant fin à sa carrière musicale. Il meurt trois ans plus tard.
Bien qu'on se souvienne principalement de lui comme d'un guitariste influencé par le jazz, Myers a démontré l'influence de Little Walter dans son jeu d'harmonica raffiné et habile.

## Discographie
En solo
- 1978 : I'm a Southern Man (Advent)
- 1983 : Wailin' The Blues (JSP)
- 1991 : Tell My Story Movin' (Blue Sting)

The Aces
- 1973 : Kings Of Chicago Blues Vol. 1 (Vogue)
- 1976 : The Aces With Their Guests (MCM Blues)
- 1999 : Chicago Beat (Black And Blue)

Robert Jr. Lockwood & The Aces
- 1975 : Blues Live! (Trio)
- 1989 : Blues Live! II (Vivid Sound)

Eddie Taylor with Louis Myers, Dave Myers and Odie Payne
- 2009 : Live In Japan (P-Vine)

John Lee Hooker
- 1967 : Urban blues (ABC-Blues way)

Junior Wells & The Aces
- 2010 : Live In Boston 1966 (Delmark)